# Trèbula
Trèbula (en llatí: Trebula, en grec antic: Τρήβουλα) va ser una ciutat de Campània al nord de Vulturnus, en un territori muntanyós que s'estén des de Calàcia fins a la via Llatina.
Plini el Vell anomena als seus ciutadans Trebulani cognomine Balinienses, segurament per distingir-los dels Trebulani de dues altres ciutats anomenades Trebula a la Sabínia, menys importants que aquesta de la Campània, i anomenades Trebula Mutusca i Trebula Suffenes. Claudi Ptolemeu i Titus Livi l'esmenten com a Trebula, perquè no hi devien veure confusió.
Apareix a la història l'any 303 aC quan van rebre la ciutadania romana junt amb els arpinats (Arpinum). En arribar Hanníbal a la Campània les ciutats de Computaria, Trebula i Satícula es van revoltar a favor dels cartaginesos, fins que les va recuperar Quint Fabi Màxim Berrugós l'any 215 aC. L'ager Trebulanus, segons diu Ciceró, era un dels terrenys fèrtils que el tribú de la plebs Publi Servili Rul·lus va proposar l'any 63 aC, amb la llei Servilia agraria que es repartissin entre els ciutadans més pobres. Plini el Vell diu que al seu temps els vins d'aquell territori eren molt apreciats.
Apareix com a municipi romà al Liber Coloniarum i va rebre un grup de colons en temps d'August però no va arribar a ser colònia.
El seu nom modern és Trèglia o Trègghia, al peu de la muntanya de Pizzo S. Salvatore, uns 10 km al nord de Vulturnus i 15 km al nord-est de Càpua. En queden algunes restes.